# Angelica megaphylla
Angelica megaphylla là một loài thực vật có hoa trong họ Hoa tán. Loài này được Diels mô tả khoa học đầu tiên năm 1900.